# Nicole Nordeman
Nichole Ellyse Nordeman (Dallas, 3 de enero de 1972) es una cantante y compositora contemporánea estadounidense de música cristiana.

## Biografía
Nordeman fue criada en Colorado Springs, Colorado, donde tocó piano en la iglesia. Sus inicios fueron cuando ingresó a La Gospel Music Association (GMA) concursó en Los Ángeles, California y un productor de música la descubrió. 
Ha ganado múltiples GMA Dove Awards, incluyendo dos awards por Vocalista femenina del Año. Sus canciones más conocidas incluyen "Why ( Por qué)" , " This Mistery (Este Misterio)", " Holy (Santo)", "Legacy (Legado)", "Brave (Valiente)", y " What If (Qué tal si...)". También cantó una canción en la Música de la banda sonora Inspirada en las Crónicas de Narnia, llamada " I Will Believe (Creeré)." 
Durante 2006 y 2007, Nordeman escribió una columna de editorial para la CCM Revista llamada "Loose Ends . . . Confessions of an Unfinished Faith (Fines Sueltos . . . Confesiones de una Fe Inacabada)." Grabó el álbum Brave después de dar a luz a su hijo Charlie. Nordeman lanzó sus más grandes éxitos en el álbum Recollection: Lo Mejor de Nichole Nordeman el 6 de marzo de 2007 presentando dos canciones nuevas: "Sunrise (Amanecer)" y "Finally free (Finalmente Libre)".
Su canción, "Real to me (Real para mí)" fue presentada en el juego Thrillville del PlayStation 2.
Su canción "Crimson (Carmesí)" en el álbum Brave está compuesto de las letras originales escritas por Nordeman cantadas en el Preludio Chopin en E min. Op 28.
Su canción "Hold on (Love Will Find you) [Espera ( El Amor te Encontrará)]" fue grabada por Paul Brandt para su álbum Risk, lanzado en 2007.
Nordeman coescribió la canción "Forever Now (Para siempre Ahora)" con el estadounidense cantante-compositor David Wilcox. "Para siempre Ahora" está en el álbum Airstream de Wilcox, lanzado en los EE. UU. el 26 de febrero de 2008.
También escribió y grabó la canción "Beautiful to me (Hermoso para mí)" para una película de VeggieTales titulada: "Sweetpea Beauty", lanzada en el verano del 2010.
En 2011, Nordeman fue contactada para crear un álbum de concepto para la historia de campaña de Zondervan, en la cual iglesias de toda la nación van a través de casi la Biblia entera en uno año escolar, realizando una historia general que afecta a todos. Nordeman aceptó y escribió 17 canciones escritas desde una perspectiva en primera persona de personajes de la Biblia y aplicándolas a nuestra actualidad. Esta colección, llamada "Music inspired by (música Inspirada en)" La Historia, presentó 24 artistas populares de música cristiana contemporánea  que debutaron en el puesto Núm 11 en los Billboard's Hot Christian Albums chart en septiembre del 2011.

## Discografía
- Wide Eyed (1998)
- This Mystery (2000)
- Woven & Spun (2002)
- Brave (2005)

## Libros
Love Story  (Historia de amor), Worthy Publishing (August, 2012) ISBN 978-1-61795-051-3 Archivado el 6 de febrero de 2015 en Wayback Machine.

## Premios
En 2003, Nordeman ganó cuatro Dove Awards incluyendo mejor Vocalista Femenina del Año, Canción del Año, Compositor del Año, y mejor canción Pop/Contemporánea grabada del Año, todo por su canción "Holy (Santo)".
Nordeman ha sido nominada a dos Dove Awards por mejor Vocalista Femenina del Año en los años 2006 y 2007.